# 四丁目のアンナ
四丁目のアンナ（よんちょうめのアンナ）は、2016年に新宿で結成されたハイパー台湾ニーハオジャパンポップバンド、略して超トーキョー系バンド。
各メンバーが個別に音楽活動をしながら四丁目のアンナとして都内を中心に活動。並行して「凜佳&ともちん」名義でアコースティックユニットとしての活動も行っていた。2024年に解散。

## 略歴
2016年2月 東京を中心に活動していたバンド「近代ガールズ」(Vo.凜佳、Gt.将太、Ba.哲平、Dr.小春)が、3月いっぱいでのバンド解散および4月から新バンド「四丁目のアンナ」で活動することを表明。4月26日に結成、初ライブを行なう。同年夏に3曲入りの1stデモ音源を発売、10月には初の自主企画ライブを敢行。
2017年4月 1st EP「GIRL」をリリース、3ヵ月に渡る初の全国ツアーを行う。10月 関西最大規模のサーキットイベント「MINAMI WHEEL」に初出演。12月 MASH A&R主催のコンテスト「MASH FIGHT!」で1000組以上に及ぶバンドの中からファイナリストに選出され渋谷WWWにて演奏。
2018年1月 ファッションブランドnisaiとのコラボ楽曲「さよなら色彩少女」をリリース。新宿SAMURAIにて初ワンマン&リリースイベント「ANNA 2018 AW feat.nisai」を開催、SOLD OUT。3月 日本コロムビアとEggsの共同企画オーディション「半熟オーディション」の決勝へ進出、新宿LOFTでのライブ審査に出演、ライブ審査には愛知のゆいにしおも出場。4月 新代田FEVERにて自主企画「Olympic」を開催。10月〜12月 3ヶ月連続配信リリース& MV公開記念として新宿Marbleにて2度目のワンマンライブを開催。
2019年9月 池袋Admでのバックドロップシンデレラ×アシュラシンドロームの2マン公演「夏フェス余韻将軍」にてオープニングアクトを務める。11月22日 2nd EP「ぼくらが怪獣だったころ」をリリース。下北沢SHELTERにてRiL、ポップしなないで、GRAND FAMILY ORCHESTRAをゲストに招きリリースイベントを開催。
2020年2月 tvk「青春音楽バラエティ 吉井さん〜オヤジの音楽狩り〜」にて楽曲「怪獣」のMV放映。9月2日より2nd EP『ぼくらが怪獣だったころ』および両A面シングル『休暇/全部死んでたくせに』がタワーレコードで全国展開され、9月度のEggs Choice!ランキングで月間1位を獲得する。
2021年11月13日  新代田FEVERにて配信シングル「苦しいね」リリースワンマン公演『KURUSHIINE』を開催、SOLD OUT。この公演をもってDr.坂本龍一が脱退。12月  吉祥寺CLUB SEATAでの眉村ちあき × Wiennersの2マン公演「キチオン36 TONIGHT! LIVE to LIVE」にてオープニングアクトを務める。
2022年2月  ファッションブランドnisaiとの第2弾コラボ楽曲「グッバイハロー」を配信リリース。西永福JAMにてリリースイベントを開催。11月 渋谷WWWにてワンマンライブ「祝祭」を開催。この公演でBa.テッペイが脱退。
2023年1月 フジテレビ系「Love Music」内コーナー"Come Music"にて取り上げられる。5月 1st Full Album「超生存主義」をリリース。the twentiesをゲストに迎え新代田FEVERにてレコ発イベント『超生存現場』を開催。
2024年7月 12月10日@新代田FEVERでのワンマンライブをもって解散することを発表。12月10日 新代田FEVERでのワンマンライブをもって解散。

## メンバー

### 現メンバー
- 凜佳（りか、ボーカル）
  - The Broken TVのメンバー、2023年7月をもって卒業。
  - 楽曲によってはエレクトリック・ギターやピアニカを演奏する。ex.近代ガールズ。
- ともちん（ともちん、ギター）
  - 雨の花束[9]/アラウンドザ天竺(契約社員)のメンバー。谷口智紀単独演奏としてソロ活動も行う。
  - サポートギターとして成瀬ブルックリン、アオイハル、ThreeQuestions、ヒミツノミヤコ、森ふうか、ザ・キャプテンズ、ycm等多数のプロジェクトに参加。愛称は"僭越"。
- ディスコ（でぃすこ、キーボード）
  - 全楽曲の作詞作曲を担当[10]。
  - ホテル飯島(活動休止中)や飯島イクコ名義で、POLLYANNA伶菜と共にユニット"bampuk_kahuk"としても活動。

### 元メンバー
- 坂本龍一（さかもとりゅういち、ドラム）
  - ホピーハイボのメンバー。2021年11月13日@新代田FEVERでのワンマン公演をもって脱退。
  - サポートドラムとしてアオイハル、イエロー・シアン・マゼンタ、ycm、森高千里etc.多数のプロジェクトに参加。
  - ex.安頭、ex.theFIXER。
- テッペイ（てっぺい、ベース）
  - 2022年11月24日@渋谷WWWでのワンマン公演をもって脱退。
  - サポートベースとしてイエロー・シアン・マゼンタ、ycm、Oh my!、OAITECONTE等に参加。
  - ex.近代ガールズ。

### サポートメンバー
- あべゆうま(nhomme、YKCM、AGATHA)
  - ドラム担当。2022年2月よりサポート[11]。
  - 2022年11月24日@渋谷WWWでのワンマンライブ以降メインのドラムサポート。
  - 他にプールと銃口etc多数のサポートを行っている。
- 佐藤旬介(fulusu、Help Me Plyz)
  - ベース担当。2022年11月24日@渋谷WWWでのワンマンライブ以降メインでベースサポート。
- さかたる(ラヴミーズ、synsavan)
  - ドラム担当。2022年1月よりサポート。
  - 2022年11月24日@渋谷WWWでのワンマンライブまでメインでドラムサポート。
- 玲太
  - ドラム担当。2022年6月6日@吉祥寺Planet K 四丁目のアンナpre.フロアライブ【4K FES】の前半部にてサポート。ボーカル凜佳の実弟。

## 出演

### ワンマンライブ・主催イベント

#### 2020年
- 2月22日 - 四丁目のアンナ presents. 「池 袋 」 @池袋Adm
  - 出演: 四丁目のアンナ/猫を堕ろす/ロマンス&バカンス/POLLYANNA/つるうちはな/イエロー・シアン・マゼンタ/ANABANTFULLS/Os Ossos/Gum Girl/純情マゼラン
- 10月27日 - POLLYANNA×四丁目のアンナpresents.【神様がいない隙に】@青山 月見ル君想フ
  - 出演: POLLYANNA, 四丁目のアンナ 月見ル君想フ生配信特設サイトでも配信。
- 12月12日 - 四丁目のアンナ ワンマンライブ「開幕宣言」@下北沢SHELTER

#### 2021年
- 2月23日 - 先制攻撃@西永福JAM 出演: 四丁目のアンナ/プールと銃口/レイラ
- 7月22日 - 四丁目のアンナ presents. 「大きい犬」リリースパーティー【DOG】@吉祥寺WARP
  - 出演: 四丁目のアンナ (セットリスト), メレ/ Oh my!/ 音沙汰
- 9月23日 - 四丁目のアンナ presents. 「MEMORIES」リリースパーティー【MEMORY】@西永福JAM
  - 出演: 四丁目のアンナ (セットリスト)/  ANTENA/ Absolute area
- 11月13日 - 四丁目のアンナ「苦しいね」リリースワンマン【KURUSHIINE】@新代田FEVER  セットリスト

#### 2022年
- 4月29日 - 四丁目のアンナ × nisai【 グッバイハロー 】@西永福JAM
  - 出演:nisai , 四丁目のアンナ(セットリスト) , 果歩 , チョーキューメイ
- 6月6日 - 四丁目のアンナpre.フロアライブ【4K FES】@吉祥寺Planet K
  - 出演:四丁目のアンナ(セットリスト ボーカル凜佳は緊急入院にて不在、サポートドラマーは玲太と坂本龍一) , イエロー・シアン・マゼンタ , 緒環龍之介 , ジンくん(プールと銃口) , MUSHS , Gum Girl

### フェス・イベント参加

#### 2016年
- 6月24日 - 「LET'S PARTY!! Vol.1」@渋谷DESEO 出演: REALHEART'S/ミヤリ/ 四丁目のアンナ / DJ:富田康文

#### 2019年
- 2月19日 - POP ART TOWN 3rd Single「Theater」RELEASE Tour「はじめての遠足」@横浜BAYSIS 出演: POP ART TOWN/四丁目のアンナ/THE SALMON PINKS
- 2月20日 - POP ART TOWN 3rd Single「Theater」RELEASE Tour「はじめての遠足」@新宿SAMURAI 出演: POP ART TOWN/四丁目のアンナ/ペンギンラッシュ/Cettia
- 8月6日 - MURO FESTIVAL 2019 後夜祭2日目
- 9月14日 - TOKYO CALLING 1日目

#### 2021年
- 3月6日 - 【見放題東京 2021】▶︎ 13:20からLOFT Bar(東京/新宿)
- 3月20日 - アラウンドザ天竺 レコ発前夜祭【集まれ！センスタイム】@吉祥寺Planet K
  - 出演: アラウンドザ天竺、カザマタカフミ(3markets[])、四丁目のアンナ、diesp8d、unkoz、THE GOD LIKE CHORD、アオイハル
- 3月25日 - 【 CIRCUS 】@新宿Marble
  - 出演: 凜佳&ともちん(四丁目のアンナ)、えんま(mock heroic)、山さん(sotto)
- 3月30日 - 初恋モーテル pre.「月刊青春構想」vol.6 @ 吉祥寺WARP
  - 出演: 四丁目のアンナ、シャンプーズ、初恋モーテル
- 4月4日 - 武蔵野音楽祭 15th ANNIVERSARY 蓮の音ツアー2021 (お昼公演)@吉祥寺Planet K
  - 出演: miida、Lucie,Too、四丁目のアンナ、(オープニングアクト) ITAZURA STORE

#### 2022年
- 2月26日 - いま。フェス@吉祥寺Planet K&シルバーエレファント
  - 出演(Planet K): ITAZURA STORE, 明くる夜の羊, 板歯目, YUTORI-SEDAI, イエロー・シアン・マゼンタ, マイアミパーティ,四丁目のアンナ(セットリスト)
- 6月22日 - Planet K Presents.「HOW TO GO FINAL」@吉祥寺Planet K
  - 出演: 3markets［］,四丁目のアンナ(セットリスト),meiyo,黒子首
- 7月26日 - 下北沢 MOSAiC pre.「KNOCK OUT vol.172」
  - 出演: Oh my!,バターマーマレード, Jacob Jr., 四丁目のアンナ(セットリストサポートドラム:あべゆうま), イエロー・シアン・マゼンタ

## ディスコグラフィー

### シングル・EP
- 1st DEMO(2016年8月8日)
- 私だけの神様 デモ音源/ブックレット(2017年1月6日)
- 1st EP『GIRL』(2017年4月29日)
- 2nd EP『ぼくらが怪獣だったころ』(2019年11月22日)
- 1st SINGLE『さよなら色彩少女』（2018年1月26日)
- 2nd SINGLE『休暇/全部死んでたくせに』(2020年8月27日)
- 1st Full Album『超生存主義』(2023年5月19日)
  - 『11月のメロンソーダ』(2018年10月9日)
  - 『henshin!sparkling-wine』(2018年11月5日)
  - 『Twenty Funclub』(2018年12月3日)
  - 『ハイパー台湾ニーハオジャパンポップ』(2020年4月26日)
  - 『逃げ腰、最初のビート』(2021年2月23日)西永福JAM「先制攻撃」にてステッカー付CD限定販売
  - 『大きい犬』(2021年7月21日)
  - 『memories』(2021年9月22日)
  - 『苦しいね』(2021年11月3日)
  - 『グッバイハロー』(2022年4月20日)